# Триніта-д'Агульту-е-Віньйола
Триніта-д'Агульту-е-Віньола, Триніта-д'Аґульту-е-Віньйола (італ. Trinità d'Agultu e Vignola, сард. Trinitai e Vignola) — муніципалітет в Італії, у регіоні Сардинія, провінція Сассарі. До 2016 року муніципалітет належав до провінції Ольбія-Темпіо.
Триніта-д'Агульту-е-Віньола розташована на відстані близько 320 км на захід від Рима, 200 км на північ від Кальярі, 50 км на захід від Ольбії, 18 км на північний захід від Темпіо-Паузанії.
Населення — 2224 особи (2014).
Щорічний фестиваль відбувається 6 червня. Покровитель — Santissima Trinità.

## Демографія
Населення за роками:

Станом на 1 січня 2023 року в муніципалітеті офіційно проживали 202 іноземці з 32 країн, серед них 42 громадяни країн Євросоюзу та 4 громадяни України.

## Сусідні муніципалітети
- Аджус
- Альєнту
- Бадезі
- Віддальба

## Персоналії
- Анджело Сотджу (Angelo Sotgiu) - учасник гурту Ріккі е Повері (Ricchi e Poveri)